# Ballon d'Or 2019
A Bola de Ouro de 2019 foi a 64ª edição anual da Bola de Ouro da revista France Football, realizada no dia 2 de dezembro de 2019 no Théâtre du Châtelet, em Paris. Os apresentadores da cerimônia foram o ex-atacante Didier Drogba e a jornalista franco-britânica Sandy Heribert.
Foi a primeira edição em que a revista entregou um prêmio para o melhor goleiro masculino, denominado de Troféu "Yachine", em homenagem ao lendário goleiro soviético Lev Yashin, o qual foi vencido pelo brasileiro Alisson. O Troféu Kopa foi entregue para Matthijs de Ligt e a Bola de Ouro Feminina para Megan Rapinoe. Já a Bola de Ouro tradicional foi dada para Lionel Messi, estabelecendo uma marca recorde de seis prêmios na carreira.

## Resultados
Todos os nomeados foram anunciados em 21 de outubro de 2019.

### Bola de Ouro Masculina
| Rank | Jogador                   | Clubes                       | Pontos |
| ---- | ------------------------- | ---------------------------- | ------ |
| 1    | Lionel Messi              | Barcelona                    | 681    |
| 2    | Virgil van Dijk           | Liverpool                    | 679    |
| 3    | Cristiano Ronaldo         | Juventus                     | 476    |
| 4    | Sadio Mané                | Liverpool                    | 347    |
| 5    | Mohamed Salah             | Liverpool                    | 178    |
| 6    | Kylian Mbappé             | Paris Saint-Germain          | 89     |
| 7    | Alisson                   | Liverpool                    | 68     |
| 8    | Robert Lewandowski        | Bayern de Munique            | 44     |
| 9    | Bernardo Silva            | Manchester City              | 41     |
| 10   | Riyad Mahrez              | Manchester City              | 33     |
| 11   | Frenkie de Jong           | Ajax Barcelona               | 31     |
| 12   | Raheem Sterling           | Manchester City              | 30     |
| 13   | Eden Hazard               | Chelsea Real Madrid          | 25     |
| 14   | Kevin De Bruyne           | Manchester City              | 14     |
| 15   | Matthijs de Ligt          | Ajax Juventus                | 13     |
| 16   | Sergio Agüero             | Manchester City              | 12     |
| 17   | Roberto Firmino           | Liverpool                    | 11     |
| 18   | Antoine Griezmann         | Atlético de Madrid Barcelona | 9      |
| 19   | Trent Alexander-Arnold    | Liverpool                    | 8      |
| 20   | Pierre-Emerick Aubameyang | Arsenal                      | 5      |
| 20   | Dušan Tadić               | Ajax                         | 5      |
| 22   | Son Heung-min             | Tottenham                    | 4      |
| 23   | Hugo Lloris               | Tottenham                    | 3      |
| 24   | Kalidou Koulibaly         | Napoli                       | 2      |
| 24   | Marc-André ter Stegen     | Barcelona                    | 2      |
| 26   | Karim Benzema             | Real Madrid                  | 1      |
| 26   | Georginio Wijnaldum       | Liverpool                    | 1      |
| 28   | João Félix                | Benfica Atlético Madrid      | 0      |
| 28   | Marquinhos                | Paris Saint-Germain          | 0      |
| 28   | Donny van de Beek         | Ajax                         | 0      |

### Bola de Ouro Feminina
| Rank | Jogadora            | Clubes                               | Pontos |
| ---- | ------------------- | ------------------------------------ | ------ |
| 1    | Megan Rapinoe       | Reign FC                             | 230    |
| 2    | Lucy Bronze         | Lyon                                 | 94     |
| 3    | Alex Morgan         | Orlando Pride                        | 68     |
| 4    | Ada Hegerberg       | Lyon                                 | 67     |
| 5    | Vivianne Miedema    | Arsenal                              | 38     |
| 6    | Wendie Renard       | Lyon                                 | 32     |
| 7    | Sam Kerr            | Chicago Red Stars Perth GloryChelsea | 27     |
| 8    | Rose Lavelle        | Washington Spirit                    | 19     |
| 9    | Ellen White         | Manchester City                      | 18     |
| 10   | Dzsenifer Marozsán  | Lyon                                 | 16     |
| 11   | Amandine Henry      | Lyon                                 | 13     |
| 12   | Sari van Veenendaal | Atlético Madrid                      | 13     |
| 13   | Tobin Heath         | Portland Thorns                      | 11     |
| 14   | Pernille Harder     | VfL Wolfsburg                        | 10     |
| 14   | Lieke Martens       | Barcelona                            | 10     |
| 16   | Kosovare Asllani    | Tacón                                | 6      |
| 16   | Nilla Fischer       | Linköping                            | 6      |
| 16   | Marta               | Orlando Pride                        | 6      |
| 19   | Sofia Jakobsson     | Tacón                                | 4      |
| 20   | Sarah Bouhaddi      | Lyon                                 | 0      |

### Troféu Yashine
| Rank | Jogador               | Clubes             | Pontos |
| ---- | --------------------- | ------------------ | ------ |
| 1    | Alisson               | Liverpool          | 795    |
| 2    | Marc-André ter Stegen | Barcelona          | 284    |
| 3    | Ederson               | Manchester City    | 142    |
| 4    | Jan Oblak             | Atlético de Madrid | 131    |
| 5    | Hugo Lloris           | Tottenham          | 80     |
| 6    | Manuel Neuer          | Bayern de Munique  | 52     |
| 7    | André Onana           | Ajax               | 41     |
| 8    | Kepa Arrizabalaga     | Chelsea            | 29     |
| 9    | Wojciech Szczęsny     | Juventus           | 24     |
| 10   | Samir Handanovič      | Internazionale     | 6      |

### Troféu Kopa
| Rank | Jogador          | Clubes                  | Pontos |
| ---- | ---------------- | ----------------------- | ------ |
| 1    | Matthijs de Ligt | Ajax Juventus           | 58     |
| 2    | Jadon Sancho     | Borussia Dortmund       | 49     |
| 3    | João Félix       | Benfica Atlético Madrid | 41     |
| 4    | Vinícius Júnior  | Real Madrid             | 17     |
| 5    | Andriy Lunin     | Leganés Valladolid      | 9      |
| 6    | Mattéo Guendouzi | Arsenal                 | 5      |
| 6    | Kai Havertz      | Bayer Leverkusen        | 5      |
| 8    | Moise Kean       | Juventus Everton        | 3      |
| 9    | Samuel Chukwueze | Villarreal              | 1      |
| 9    | Lee Kang-in      | Valencia                | 1      |